# 216
El año 216 (CCXVI) fue un año bisiesto comenzado en domingo del calendario juliano, en vigor en aquella fecha.
En el Imperio romano el año fue nombrado como el del consulado de Sabino y Anulino o, menos comúnmente, como el 969 Ab urbe condita, siendo su denominación como 216 posterior, de la Edad Media, al establecerse el Anno Domini.

## Acontecimientos

### Imperio romano
- Caracalla se anexiona Armenia.
- Caracalla sueña con renovar las empresas asiáticas de Alejandro Magno. Cuando los griegos de Alejandría se burlan de sus pretensiones, mata a un gran número de ellos.

### Asia
- El mitraísmo, que había comenzado en Persia, está en camino de ser adoptado por muchos soldados romanos que sirven en Asia.
- Cao Cao se convierte en rey de Wei.

### Arte y literatura
- Se terminan las Termas de Caracalla en Roma.
- Se termina la basílica de Leptis Magna, encargada por Septimio Severo.

## Nacimientos
- Fu Qian, general del reino de Shu (m. 263)

## Fallecimientos
- San Clemente de Alejandría (fecha aproximada)
- San Narciso de Jerusalén (fecha aproximada)